# 友松氏興
友松 氏興（ともまつ うじおき、元和8年3月3日（1622年4月13日） - 貞享4年2月29日（1687年4月11日））は、江戸時代前期の会津藩家老・儒学者・神道家。土佐藩士友松氏盛の次男。母は安西氏。幼名は利益、通称は勘十郎。号は而斎。

## 来歴
祖父友松盛保は豊臣秀吉・秀頼の2代に仕え、大坂の陣では息子の氏盛と共に大坂城に籠城したが、戦後助命されて氏盛は山内家に召し抱えられた。氏興は高知城下にて生まれている。
13歳のとき、遊学中に高遠藩主であった保科正之に気に入られて側小姓となる。山崎闇斎に宋学を、吉川惟足に神道を、正親町公通に歌道を学ぶ。なお、当初は曾祖父佐藤堅忠（氏盛生母の父で、直系子孫は江戸幕府旗本になっていた）の「佐藤」氏を称している。
会津移封後の寛文3年（1663年）家老に任ぜられて、翌年2000石を与えられる。主君・正之が江戸滞在中は田中正玄と共に両国の留守を守った。
寛文年間に正之の命を受けて領内の山川の地形・土俗・物産・社寺・古跡・古文書・伝説などを調査して『会津風土記』を編纂し、寛文6年（1666年）に完成させた。
また、こうした調査を背景に、領内における神仏分離を進めた。
寛文8年（1668年）、氏興は正之に家訓の編纂を進言し、後に「会津家訓十五箇条」が編纂されている。なお、この年の6月には隠居していた父・氏盛が京都で死去している。
寛文9年（1669年）5月10日、氏の名乗りを「佐藤」から「友松」に戻す。
寛文12年（1672年）、正之が死ぬと、葬儀の責任者となり、正之を祀る土津神社の創建に奔走する。
また、土津神社の祭祀料に充てるために翁島の北にある土田に長瀬川の水を引きために3里半の水路を引き（土田堰）、摺上原の開墾に従事した。
しかし、神社の創建が幕府の咎めるところとなり、会津藩が氏興に責任を押し付けることで事態を収めたが、こうした事情から氏興は2000石を返上して隠退してしまう。また、子供がないことから家が絶えることを予想して生前に墓碑銘を用意したという。
その後、和歌に親しみながら余生を送り、歌集『不学而集』『氏興詠草』を編纂している。
貞享4年（1687年）に66歳で死去、大窪山墓地に「東奥散士友松氏興之墓」と書かれた墓碑が残されている。没後、「忠彦霊社」の神号が贈られて、土津神社の一郭に末社が創建されている。
その剛毅博学ぶりは高く評価され、山崎闇斎は「天下に共に語るべきは土佐の野中兼山と会津の友松勘十郎に及ぶものなし」と語り、老中を務めた酒井忠勝も「友松勘十郎は言行二つなく古今の名臣である」と述べている。しかし、同じく老中を務めた稲葉正往は「会津の友松は悍馬の如し、是れを禦し得る者は正之公のみ」と述べ、正之没後のことを気にかける言葉を残しており、実際に正之没後は要職から退くことになっている。